# Julius Johan Jacques Volkerts
Julius Johan Jacques Volkerts (Paramaribo, 20 februari 1912 - 24 april 1963) was een Surinaams onderwijzer en politicus.

## Biografie
Volkerts werd geboren als zoon van Jacques Johan Volkerts (*1878; handelaar) en Maria Jacoba Amo (*1879). Hij trouwde midden 1944 met Annie Lo-A-Njoe en samen kregen zij meerdere kinderen.
Rond 1930 begon hij in het rk-onderwijs te werken en in 1942 slaagde hij voor het examen voor onderwijzer. Uiteindelijk werd hij hoofdonderwijzer van de St. Paulusschool in de Mgr. Wulfinghstraat.
Hoewel hij geen lid was van een politieke partij werd hij in augustus 1957 benoemd werd tot minister van Onderwijs en Volksontwikkeling. Daarmee was hij indirect de opvolger van de katholieke PSV-politicus Lucien Rens die vanwege gezondheidsproblemen die functie opgegeven had. Na de verkiezingen van 1958 werd Volkerts opgevolgd door de PSV-er Alfred Morpurgo.
Hij overleed in 1963 op 51-jarige leeftijd.